# Montefelcino
Montefelcino (im lokalen Dialekt: Monfelcin) ist eine italienische Gemeinde (comune) mit 2475 Einwohnern (Stand 31. Dezember 2023) in der Provinz Pesaro und Urbino in den Marken. Die Gemeinde liegt etwa 21 Kilometer südsüdwestlich von Pesaro und etwa 16 Kilometer östlich von Urbino und ist Teil der Comunità montana del Metauro. Die südöstliche Gemeindegrenze bildet der Metauro.

## Gemeindepartnerschaft
Motefelcino unterhält seit 1999 eine Partnerschaft mit der Gemeinde Loffenau in Baden-Württemberg.